# Characella
Characella is een geslacht van sponsdieren uit de klasse van de Demospongiae (gewone sponzen). 

## Soorten
- Characella abbreviata Wilson, 1925
- Characella agassizi Sollas, 1886
- Characella aspera Sollas, 1886
- Characella capitolii Mothes, Maldonado, Eckert, Lerner, Campos & Carraro, 2007
- Characella connectens (Schmidt, 1870)
- Characella enae (de Laubenfels, 1934)
- Characella flexibilis Lévi, 1993
- Characella ijimai (Lebwohl, 1914)
- Characella laevis Lebwohl, 1914
- Characella pachastrelloides (Carter, 1876)
- Characella poecillastroides Van Soest, Meesters & Becking, 2014
- Characella reticulata Lebwohl, 1914
- Characella stellettodes (Carter, 1885)
- Characella tripodaria (Schmidt, 1868)